# Turnbull & Asser
Turnbull & Asser er et britisk skrædderi, der fremstiller skjorter, slips og andet klassisk herreekvipering. Virksomheden blev grundlagt i 1885, og dets flagskibsbutik ligger i Jermyn Street i St James's i London. Der er yderligere to butikker i London og to i New York City.
Turnbull & Asser har syet tøj til prins Charles, Sir Winston Churchill, Ronald Reagan, George H. W. Bush, John Kerry, Charlie Chaplin og Picasso. På trods af at være ekstremt traditionelt er firmaet kendt for livlige farver på skjorter, sokker, strik og slips, der alle bliver produceret i Storbritannien.
Siden sin ungdom har prins Charles, købt skjorter fra Turnbull & Asser. I 1980 gjorde han firmaet til kongelig hofleverandør, som det første med den såkaldte Royal Warrant. Han får også jakkesæt fra Turnbull & Asser, fremstillet på den tidligere Chester Barrie-fabrik i Crewe, Cheshire.